# الیور لاکس
الیور لاکس (انگلیسی: Oliver Laux؛ زادهٔ ۲۶ مارس ۱۹۹۰) بازیکن فوتبال اهل آلمان است.
از باشگاه‌هایی که در آن بازی کرده‌است می‌توان به باشگاه فوتبال اس‌سی فورتونا کلن اشاره کرد.